# Petach Tikwa Kirjat Arje
Petach Tikwa Kirjat Arje (hebr.: תחנת הרכבת פתח תקווה קרית אריה) – jedna ze stacji kolejowych w mieście Petach Tikwa, w Izraelu. Jest obsługiwana przez Rakewet Jisra’el.

Stacja znajduje się w północno-zachodniej części miasta Petach Tikwa. Jest to nowy dworzec, oddany do eksploatacji 3 maja 2008. Dworzec jest umiejscowiony pod ziemią i jest przystosowany dla osób niepełnosprawnych.

## Połączenia
Pociągi z Petach Tikwa jadą do Lod, Tel Awiwu, Bene Berak, Kefar Sawy i Riszon le-Cijjon.
| Petach Tikwa Kirjat Arje                                    |  |            |
| Linia Kefar Sawa–Tel Awiw–Riszon le-Cijjon Suburban Service |  |            |
| Petach Tikwa Segula                                         |  | Bene Berak |